# Augusta, Maine
Augusta är huvudstad i delstaten Maine, USA, och grundades 1754. Innan dess var Augusta en del av Hallowell. Staden är också huvudort i Kennebec County sedan 1799.
Staden, som har en yta av 150,9 kvadratkilometer, har cirka 18 600 invånare 2005. Engelska kolonisatörer kom till området år 1629, medan den första engelska upptäcktsresan till området gjordes år 1607.

### Fotnoter
1. ↑  ”History of Augusta” (på engelska). Augusta stad. Arkiverad från originalet den 20 november 2015. https://web.archive.org/web/20151120095053/http://www.augustamaine.gov/index.asp?Type=B_BASIC&SEC=%7B98CE3172-49BD-4BBF-9709-E27EECFE43EB%7D. Läst 7 november 2015.